# Thiania humilis
Thiania humilis es una especie de araña saltarina del género Thiania, familia Salticidae. Fue descrita científicamente por Thorell en 1877.
Habita en Indonesia (Célebes).